# Championnat d'Estonie de baseball
Le championnat d'Estonie de baseball se tient depuis 1989. Il réunit l'élite des clubs estoniens sous l'égide de la Fédération estonienne. Le premier champion fut le club des Estonians Tallinn et le tenant du titre est le Pesapalliklubi Kiili Pantrid,.
À noter que les clubs estoniens participent également aux compétitions finlandaises.

## Clubs de la saison 2011
La saison débute le 25 mai et s'achève par la finale nationale le 10 septembre.
- Pesapalliklubi Kiili Pantrid (Baseball club Kiili Panthers)
- Pesapalliklubi Sox
- Pesapalliklubi Pittbull's
- Amigos
- Pesapalliklubi Tallinn

## Palmarès
| - 1989 : Estonians Tallinn - 1990 : Estonians Tallinn - 1991 : Estonians Tallinn - 1992 : Kairos Keila - 1993 : Kairos Keila - 1994 : Kairos Keila - 1995 : Kairos Keila - 1996 : Kairos Keila - 1997 : Kairos Keila - 1998 : BC Keila - 1999 : BC Keila |  | - 2000 : ? - 2001 : ? - 2002 : ? - 2003 : ? - 2004 : ? - 2005 : ? - 2006 : ? - 2007 : ? - 2008 : ? - 2009 : Pesapalliklubi Tallinn - 2010 : Pesapalliklubi Kiili Pantrid |